# Landunvez
Landunvez är en kommun i departementet Finistère i regionen Bretagne i västra Frankrike. Kommunen ligger i kantonen Ploudalmézeau som tillhör arrondissementet Brest. År 2022 hade Landunvez 1 548 invånare.

## Befolkningsutveckling
Antalet invånare i kommunen Landunvez
Referens:INSEE